# Cuora cyclornata
Cuora cyclornata — вид черепах родини азійський прісноводних черепах (Geoemydidae).

## Поширення
Вид поширений на півдні китайської провінції Гуансі, у Північному та Центральному В'єтнамі та на півночі Лаосу.

## Опис
Карапакс завдовжки до 30 см. Вид є найбільшим представником роду шарнірні черепахи (Cuora). Схожий на Cuora trifasciata, але відрізняється більшим розмір та овальнішим карапаксом. Підборіддя рожеве або помаранчеве. Верх голови забарвлений помаранчевим, коричневим та оливковим візерунком.

## Охоронний статус
Черепаху використовують у китайській традиційній медицині та місцевій кулінарії. Вид знаходиться на межі зникнення у дикій природі, але його легко розводять на спеціальних черепахових фермах.